# 1804.
◄ | 18. stoljeće | 19. stoljeće | 20. stoljeće | ►
◄ | 1770-ih | 1780-ih | 1790-ih | 1800-ih | 1810-ih | 1820-ih | 1830-ih | ►
◄◄ | ◄ | 1801. | 1802. | 1803. | 1804. | 1805. | 1806. | 1807. | ► | ►►
Arhitektura • Astronomija • Biologija • Glazba • Kazalište • Kemija • Kiparstvo • Knjige • Književnost • Kršćanstvo • Meteorologija • Medicina • Politika • Pravo • Promet • Slikarstvo • Šport • Znanost

## Događaji
- 15. veljače – početak Srpske revolucije (ustanak Srba protiv Turaka)
- 21. ožujka – na snagu stupa Code Napoleon, francuski zakonik
- 11. kolovoza – osnovano Austrijsko Carstvo
- 2. prosinca – Napoleon se okrunio za cara, početak Francuskog Carstva

## Rođenja
- 23. travnja – Marie Taglioni, švedska balerina († 1884.)
- 4. svibnja – Margaretta Riley, engleska botaničarka († 1899.)
- 1. srpnja – George Sand, francuska književnica († 1876.)
- 23. studenog – Franklin Pierce, 14. predsjednik SAD-a († 1869.)

## Smrti
- 12. veljače – Immanuel Kant, njemački filozof (* 1724.)
- 11. travnja – Mikloš Küzmič slovenski pisac, prevoditelj i katolički svećenik u Mađarskoj (* 1737.)
- 23. studenog – Ivan Mane Jarnović, hrvatski skladatelj i violonist (* 1747.)
- 2. listopada – Nicolas Cugnot, francuski inženjer (* 1725.)

## Vanjske poveznice
|  | Zajednički poslužitelj ima još gradiva o temi 1804. |